# シクロプロパントリオン
シクロプロパントリオン（英: Cyclopropanetrione）はオキソカーボンの一種で、化学式はC3O3で表される。
酸素が二重結合した炭素原子3つが環状につながった構造で、一酸化炭素の 三量体と捉えることができる。
熱力学的に不安定で、大量生産はされていないが、質量分析法により検出されている。  
1975年に発見されたデルタ酸陰イオン C3O32- に対応する中性分子である。酸素の二重結合に代わりジェミナル結合したヒドロキシ基を持つヘキサヒドロキシシクロプロパン(-C(OH)2-)3 も存在する。